# Jednostka tworząca kolonię
Jednostka tworząca kolonię, jtk, CFU (od ang. colony-forming unit) – jednostka określająca liczbę mikroorganizmów lub komórek w materiale badanym  przy zastosowaniu posiewu polegającego na możliwie równomiernym rozprowadzeniu próbki materiału na lub w pożywce w taki sposób, aby (w idealnym przypadku) wszystkie mikroorganizmy leżały samotnie i w oddaleniu od siebie, tworząc przez rozmnażanie każdorazowo jedną kolonię.
Inaczej mówiąc, liczba jtk oznacza liczbę pojedynczych komórek, z których w wyniku podziałów powstaną kolonie komórek. Liczba kolonii jest w warunkach idealnych równa liczbie mikroorganizmów w próbce, co przez interpolację pozwala na określenie ich liczby w badanym materiale, co ilustruje poniższy przykład:
Pobrano wodę do analizy mikrobiologicznej. Po 1000-krotnym jej rozcieńczeniu i wylaniu 0,1 ml na płytkę z pożywką stwierdzono, że w wyniku hodowli na płytce powstało 15 kolonii. Jakie było stężenie bakterii w badanej wodzie?
Odpowiedź: 15 kolonii odpowiada 15 komórkom w rozcieńczonym 1000-krotnie roztworze (wynika to z definicji jtk). Ponieważ na płytkę wylano 0,1 ml takiego roztworu, w 1 ml znajdowało się 150 komórek bakteryjnych. Uwzględniając rozcieńczenie, można stwierdzić, że stężenie bakterii w analizowanej wodzie wynosiło 150 000 komórek/ml.
Przez dobór warunków hodowli (rodzaj pożywki, temperatura, zawartość tlenu) można selektywnie kontrolować liczbę konkretnych mikroorganizmów z grupy o różnych wymaganiach środowiskowych.
Stężenie komórek podaje się najczęściej w jtk na jednostkę objętości, przykładowo jtk/ml.
Analogicznie do CFU można zdefiniować wskaźnik PFU (od ang. plaque-forming unit, czyli jednostka tworząca łysinkę), stosowany w przypadku bakteriofagów. Definicja i zastosowanie są tutaj podobne – z tym, że zamiast kolonii tworzone są tak zwane łysinki, czyli przejaśnienia w murawie bakteryjnej. Termin PFU, poza wirusami, może odnosić się także do komórek plazmatycznych w teście Jernego.